# Syd-Kivu
Syd-Kivu (Swahili:Jimbo la Kivu Kusini fransk: Sud-Kivu) er en af de 26 provinser i den Demokratiske Republik Congo (DRC). Hovedstaden er byen Bukavu. 
Beliggende i Great Rift Valley, grænser Syd-Kivu til Kivusøen, Burundi og Tanzania mod øst; Maniema-provinsen mod vest; Nord-Kivu-provinsen mod nord; og Tanganyika-provinsen mod syd. Den dækker et  område på cirka 65.070 kvadratkilometer, er det administrativt opdelt i otte territorier og har en befolkning på omkring 7.066.400 i 2020.

## Topografi og fauna
Provinsens topografi er en sammenlægning af geografiske træk, der omfatter bjerge, skove, vandfald og sletter. Området er hjemsted for en række vilde arter, herunder bjerggorillaer, chimpanser, afrikanske skovelefanter, løvee, giraffer og grøn marekat. Den er også vært for afrikansk bøffel, bavianer, Xenopus laevis (sporefrø), dværgkrokodiller, steppevaran, dykkerantiloper, almindelige agamas og truede østlige lavlandsgorilla. Provinsens nationalparker og naturreservater, såsom Kahuzi-Biega nationalpark og Itombwe naturreservat er UNESCO verdensarvssteder.

## Inddeling
Provinsen Syd-Kivu er inddelt i otte territorier:
- Fizi (15,788 km²), hovedstad: byen Fizi;
- Idjwi (281 km²), er en ø i  Kivusøen;
- Kabare (1,960 km²),
- Kalehe (5,126 km²),
- Mwenga (11,172 km²),
- Shabunda (25,116 km²),
- Uvira (3,148 km²), hovedstad: byen Uvira;
- Walungu (1,800 km²),